# قعب
القَعَب (الجمع: قِعَاب، أَقْعُب) هو أنية كبيرة الحجم، وهو القَدَح الضَّخْمُ المُقَعَّر، ويكفي لعدة أشخاص، قد يُرْوِي الرجلَ، وقد يُرْوِي الاثنين والثلاثة.